# エージェント・マロリー
『エージェント・マロリー』（原題：Haywire）は、2012年のアメリカ合衆国のアクションスリラー映画。

## キャスト
※括弧内は日本語吹替
- マロリー・ケイン - ジーナ・カラーノ（東條加那子）

元海兵隊員。ケネスが経営する民間軍事企業で3年間勤務していたが、MI6がらみの任務に指名される。
- ケネス - ユアン・マクレガー（森川智之）

民間軍事企業の経営者。マロリーの元恋人でもある。退社しようとしているマロリーの殺害を企てる。
- ポール - マイケル・ファスベンダー（東地宏樹）

マロリーの新パートナー。ケネスが雇ったエージェント。マロリーとジャーナリスト殺害を任務とする。
- ジョン・ケイン - ビル・パクストン（立木文彦）

マロリーの父。
- アーロン - チャニング・テイタム（土田大）

マロリーの元同僚。マロリーに一目ぼれする。
- ロドリーゴ - アントニオ・バンデラス（木下浩之[3]）

スペイン政府関係者。
- コブレンツ - マイケル・ダグラス（小川真司[4]）

米国政府の実力者。ロドリゴとケネスの連絡係。
- スコット - マイケル・アンガラノ（早志勇紀）

カフェにいた男性。事件に巻き込まれる。
- スチューダー - マチュー・カソヴィッツ

政府関係者のフランス人。内部告発をするジャーナリストに辟易している。
- バロゾ - エディ・J・フェルナンデス
- ジャン - アンソニー・ブランドン・ウォン（英語版）

ジャーナリスト。
- マックス - J・J・ペリー（英語版）
- ジェイソン - ティム・コノリー
- ゴメス - マックス・アルシニエガ
- ジェイミー - アーロン・コーエン
- リリアーナ - ナターシャ・ベルク

## ストーリー
ニューヨーク州北部。ドライブインレストランで一人の女と一人の男が乱闘を始める。当初は男が優勢だったが、女が格闘能力を発揮し、乱闘を制した。女は、居合わせた一人の青年・スコットを拉致して、彼の車でその場を離れるように指示する。女は自分が政府関係の仕事をしていること、厄介な事件に巻き込まれていることをスコットに伝える。
ワシントンD.C.。民間軍事企業の経営者ケネスは、米国政府機関の実力者コブレンツとスペイン政府関係者のロドリーゴから人質救出作戦の依頼を受け、マロリーを指名される。
バルセロナ。マロリーはアーロンを含む3人の工作員と合流。軟禁されていたジャーナリストのジャンを救出し、ロドリーゴに引き渡す。
サンディエゴ。自宅で父親の新著『砂漠の強襲』という本を見ていると、ケネスが現れ、英国諜報機関MI-6絡みの新たな任務を指示。2人はかつて恋人同士で、2日で仕事がすんだらマヨルカ島へ行こうといわれ、目印のブローチをもらう。
ダブリン。ポールと新婚夫婦になりすまし、スチューダーというフランス人に接触するが、目印のブローチを握ったジャンの死体を発見する。ホテルの部屋でポールに襲われ、「このままじゃ危険だ、ケネスと話すんだ」といわれる。着信記録があった遺品の携帯でケネスに電話する。父親には実家に帰ると電話。翌日、警察に追われ、ロドリーゴに電話をすると、コブレンツから電話がかかり、ケネスが問題だといわれる。
ニューヨーク。【冒頭のシーンに戻る】マロリーは、混乱の事情を聞くためレストランで会ったアーロンと格闘になり、居合わせたスコットの車で逃走。州警察に捕まるが、襲撃した武装集団を振り切り、スコットにコブレンツと警察への伝言を依頼。
ニューメキシコ。マロリーは実家である父親の自宅にやって来たケネスとアーロンを迎え撃つ。コブレンツに会い、政府機関にスカウトされるが保留して、ケネスの居場所に関する情報をもらう。ケネスと闘い、計画の首謀者を知る。
マヨルカ島。新しい人生を始めたロドリーゴの前にマロリーが現れる。

## 評価
映画批評サイトRotten Tomatoesには、180件のレビューがあり、批評家支持率は80％、平均点は10点満点中6.8点となっている。